# Liste der Biografien/Grul
Liste der Biografien |
Portal Biografien |
Personensuche
# |
A |
B |
C |
D |
E |
F |
G |
H |
I |
J |
K |
L |
M |
N |
O |
P |
Q |
R |
S |
T |
U |
V |
W |
X |
Y |
Z |
?
 
Ga |
Gb |
Gc |
Gd |
Ge |
Gf |
Gh |
Gi |
Gj |
Gk |
Gl |
Gm |
Gn |
Go |
Gp |
Gq |
Gr |
Gs |
Gu |
Gv |
Gw |
Gy |
Gz
 
Gra |
Grb–Grd |
Gre |
Grg |
Gri |
Grj |
Grk |
Grl |
Grm |
Gro |
Grs |
Gru |
Gry |
Grz
 
Grua |
Grub |
Gruc |
Grud |
Grue |
Gruf |
Grug |
Gruh |
Grui |
Gruj |
Grul |
Grum |
Grun |
Gruo |
Grup |
Grus |
Grut |
Gruv |
Gruw |
Gruy |
Gruz
Die Liste der Biografien führt alle Personen auf, die in der deutschsprachigen Wikipedia einen Artikel haben. Dieses ist eine Teilliste mit 20 Einträgen von Personen, deren Namen mit den Buchstaben „Grul“ beginnt.

## Grul

### Grule
- Gruler, Hans (* 1955), deutsch-amerikanischer Taekwondo-Großmeister
- Gruler, Walter (1951–2022), deutscher Fußballspieler

### Gruli
- Grulich, Adolph Bogislav (1729–1798), lutherischer Theologe
- Grulich, Friedrich Joseph (1766–1839), deutscher evangelischer Theologe
- Grulich, Georg (1911–1993), deutscher Maler
- Grulich, Kurt (* 1918), deutscher DBD-Funktionär, MdV
- Grulich, Martin (1694–1772), deutscher evangelischer Theologe
- Grulich, Oscar (1844–1913), deutscher Bibliothekar
- Grulich, Rudolf (* 1944), deutscher Theologe und Kirchenhistoriker

### Grulj
- Gruljow, Wjatscheslaw Dmitrijewitsch (* 1999), russischer Fußballspieler

### Grull
- Grüll, Georg (1900–1975), österreichischer Historiker und Burgenforscher
- Grüll, Marco (* 1998), österreichischer FußballspielerMarco Grüll (* 1998)

Marco Grüll (* 1998)

- Grüll, Michael (1814–1863), Landtagsabgeordneter Großherzogtum Hessen
- Grüll, Philipp (* 1982), deutscher Journalist
- Grüll, Sieglinde (1942–2017), österreichische Autorin
- Grüll, Stefan M. (* 1961), deutscher Rechtsanwalt, Politiker (FDP, BSW), MdL
- Grüllenbeck, Maximilian (1906–1990), deutscher Landschaftsmaler
- Grüllich, Dominik (* 2002), deutscher Dartspieler
- Grüllich, Oscar Adalbert (1840–1905), deutscher Pädagoge und Autor
- Grullón Estrella, José Dolores (* 1942), dominikanischer Geistlicher, emeritierter römisch-katholischer Bischof von San Juan de la Maguana